# Jamesbrittenia hereroensis
Jamesbrittenia hereroensis är en flenörtsväxtart som först beskrevs av Adolf Engler, och fick sitt nu gällande namn av O.M. Hilliard. Jamesbrittenia hereroensis ingår i släktet Jamesbrittenia och familjen flenörtsväxter. Inga underarter finns listade i Catalogue of Life.